# Parafia Matki Bożej Częstochowskiej w Wiśniówce
Parafia Matki Bożej Częstochowskiej w Wiśniówce – parafia rzymskokatolicka znajdująca się w diecezji kieleckiej, w dekanacie masłowskim.